# Тюрингіт
Тюрингіт (англ. thuringite; нім. Thuringit  m) — мінерал, залізистий хлорит шаруватої будови, в якого частина алюмінію заміщається тривалентним залізом.
За назвою знахідки в обл. Тюрингія (ФРН), (J.F.A.Breithaupt, 1832).
Синоніми: оуеніт.

## Опис
Приблизний склад (за Є.Лазаренком): (Fe2+,Fe3+,Al)8[(OH)2Al1,2-2Si2,8-2O10]. Співвідношення (Fe2O3): (FeO+Fe2O3) дорівнює 0,75-1.
Відрізняється від шамозиту більш високим вмістом Al. Сингонія моноклінна. Призматичний вид. Утворює суцільні приховано-кристалічні маси, дрібні лусочки. Спайність по (001) досконала. Густина 3,20. Тв. 1-2. Колір оливково-зелений до зеленувато-чорного. Блиск лусочок перламутровий. Лусочки гнучкі, але не еластичні. Поширений мінерал.

## Розповсюдження
Зустрічається в деяких слабо метаморфізованих осадових породах, разом з сидеритом і магнетитом. Також знаходиться в зонах гідротермальних змін багатих на залізо. Розповсюдження: гори Фіхтель (Баварія, ФРН), Штернберґ (Моравія), Бенешов — Чехія, Циризеє (Каринтія, Австрія).